# Хростково-Нове
Хростково-Нове (пол. Chrostkowo Nowe) — село в Польщі, у гміні Хростково Ліпновського повіту Куявсько-Поморського воєводства.
Населення — 151 особа (2011).
У 1975-1998 роках село належало до Влоцлавського воєводства.

## Демографія
Демографічна структура станом на 31 березня 2011 року:
|          | Загалом | Допрацездатний вік | Працездатний вік | Постпрацездатний вік |
| -------- | ------- | ------------------ | ---------------- | -------------------- |
| Чоловіки | 82      | 28                 | 44               | 10                   |
| Жінки    | 69      | 9                  | 36               | 24                   |
| Разом    | 151     | 37                 | 80               | 34                   |